# Blanche DuBois

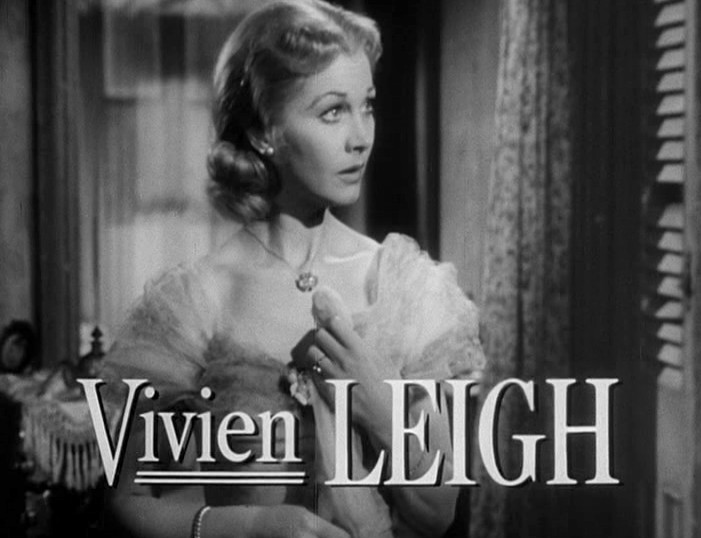
Vivien Leigh în rolul lui Blanche DuBois

Blanche DuBois este un personaj fictiv în filmul Un tramvai numit dorință.